# Addicted to Metal
Addicted To Metal je druhé album skupiny Kissin' Dynamite.

## Seznam skladeb
1. Addicted To Metal - 3:34
2. Run For Your Life - 3:48
3. Supersonic Killer - 4:17
4. High Enough - 4:29
5. Love Me, Hate Me - 3:42
6. Hysteria - 4:33
7. All Against All - 4:12
8. In The Name Of The Iron Fist - 4:59
9. Assassins Od Love - 3:54
10. Why Can't You Hear Me - 3:50
11. We Want More - 4:42
12. Metal Nation - 4:24

## Sestava
- Johannes Braun – zpěv
- Ande Braun – elektrická kytara
- Jim Müller – elektrická kytara
- Steffen Haile – basová kytara
- Andi Schnitzer – bicí